# Les Avenières-Veyrins-Thuellin
Les Avenières-Veyrins-Thuellin é uma comuna francesa na região administrativa de Auvérnia-Ródano-Alpes, no departamento de Isère. Estende-se por uma área de 41.56 km². Em 2010 a comuna tinha 7 930 habitantes (densidade: 190,8 hab./km²).
Foi criada em 1 de janeiro de 2016, a partir da fusão das antigas comunas de Les Avenières e Veyrins-Thuellin.